# Popular Prakashan
Popular Prakashan è una casa editrice indipendente indiana fondata nel 1924.

## Storia
Nel 1924 Ganesh R. Bhatkal, un ex-dipendente dell'Oxford University Press India, fondò la Popular Book Depot. Nel 1962, i suoi successori Sadanand e Ramdas G. Bhatkal crearono la Popular Prakashan Pvt. Ltd. come casa editrice vera e propria.

## Collaborazioni
La casa editrice ha una relazione con l'Encyclopædia Britannica in India, con la quale ha pubblicato centinaia di libri. Con National Geographic invece ha distribuito una serie di saggi sugli animali, il corpo umano, il tempo atmosferico e l'universo, come Life Cycles, Ecosystems e Animal Adaptations. Ha anche realizzato libri per l'apprendimento precoce in collaborazione con Modern Publishing e libri per bambini con Disney.
In collaborazione con DeAgostini, Popular Prakashan ha pubblicato la serie per bambini I Get It  e il corso di lingua inglese English Interactive.